# Бржетислав I (Бохемия)
Бржетислав I (на чешки: Břetislav I.; * 1002/1005, † 1055), известен като Бохемският Ахил, от династията на Пршемисловци, е херцог на Бохемия от 1034 г. до смъртта си.
Бржетислав I е незаконороден син на херцог Олдрих и неговата любовница от простолюдието Божена. Социалният му статут не позволява официален благороднически брак и през 1019 г. в Швайнфурт той отвлича бъдещата си съпруга Юдит (славянизирано име Житка), дъщеря на баварския маркграф Хайнрих фон Швайнфурт-Нордгау от Бабенбергите.
- Пренасяне на мощите на свети Войтех в Прага – след плячкосването на Гнезно от Бржетислав I
- Бржетислав I,
 фреска от ротондата „Св. Катерина“ в Зноймо